# مايك كوفمان
مايكل هوارد «مايك» كوفمان (بالإنجليزية: Michael Howard "Mike" Coffman)‏ (ولد في 19 مارس 1955) الممثل الجمهوري للمقاطعة السادسة لولاية كولورادو في مجلس النواب الأمريكي منذ عام 2009. شغل سابقا منصب وزير الدولة لولاية كولورادو من 2007 إلى 2009 وأمين خزانة ولاية كولورادو على فترتين الأولى من 1999 إلى 2005 والثانية من 2006 إلى 2007.
بعد فترة وجيزة من الفوز بإعادة انتخابه في مجلس نواب كولورادو في عام 1990 حصل على إجازة غير مدفوعة الأجر من الدولة أثناء خدمته الفعلية في حرب الخليج الثانية حيث شارك في القتال كضابط مشاة مدرع خفيف.